# Orde del Valor Personal
L'Orde del Valor Personal (rus: Орден "За личное мужество"; transliterat: Orden "Za lichnoe muzhestvo") és una condecoració soviètica, creada el 28 de desembre de 1988 per Mikhaïl Gorbatxov. Va ser el darrer orde instituït a la Unió Soviètica fins a la seva desaparició. Es destinava a condecorar als civils pel seu valor.
Penja a l'esquerra del pit i se situa després de l'Orde d'Honor.
Va ser instituïda per honorar als ciutadans de l'URSS pel valor i valentia, pel salvament de la gent, la protecció de l'orde públic i la propietat socialista, la lluita contra la criminalitat, els cataclismes i altres circumstàncies extraordinàries:
- Per la valentia en el salvament de la gent, la supressió dels actes criminals contra la vida
- Per la valentia en condicions del perill augmentat juntament a la protecció de l'ordre públic, la defensa de la propietat socialista, juntament amb la detenció dels criminals i el descobriment de bandes criminals
- Per la valentia i la fermesa durant els cataclismes, els incendis, les avaries, les catàstrofes i altres circumstàncies extraordinàries, que amenacin la vida o la salut de la gent
- Per altres accions abnegades realitzades en l'execució del deure civil amb risc de la vida

El 22 d'agost de 1988 s'acceptà la decisió de la Presidència de l'URSS sobre el perfeccionament dels premis estatals de l'URSS, en què es proposava l'establiment d'un orde "pel valor personal". L'elaboració del projecte de l'estatut i la descripció del premi va ser encarregada als Ministeris d'Afers Interns i de Justícia de l'URSS.
Va ser dissenyada pel pintor A.B. Juk.
La primera concessió va ser mitjançant el Decret del Soviet Suprem de l'URSS del 3 de febrer de 1989, i concedida a la mestra d'escola N.V. Efimovoj, professora de l'escola de secundària de la ciutat d'Ozjonikidze, la qual, quan uns criminals van segrestar un autobús escolar prenent com a ostatges 31 nens, ella es quedà amb els nens mentre que es negociava amb els terroristes, de manera que els ostatges no van patir. La insígnia nº2 va ser atorgada al coronel J.S. Kirsanovu, que prengué part en l'operació de rescat i neutralització dels criminals (la resta del personal rebé les ordes de la Bandera Roja i de l'Estrella Roja).
La Casa de la Moneda de Leningrad va fabricar uns 8.000 exemplars, però a finals de 1991 només se n'havien atorgat 529 condecoracions a ciutadans de l'URSS i unes 100 a estrangers.
Amb el decret de la Presidència del Consell Superior de la Federació Russa 2424-1 del 2 de març de 1992, l'orde s'adoptà com a condecoració de Rússia.

## Disseny
L'Orde "Pel Coratge Personal" representa una estrella daurada de 5 puntes lleugerament convexa, la superfície de la qual està coberta per raigs que divergeixen. Als intervals dels angles obtusos de l'estrella hi ha una corona de branques de roure (esquerra) i de llorer (dreta), lligades a la part inferior.
Al centre de l'estrella hi ha un escut en esmalt blanc, de forma lleugerament convexa. A la part superior hi ha l'estrella de 5 puntes amb la falç i el martell. A sota hi apareix la inscripció en relleu "ЗА ЛИЧНОЕ МУЖЕСТВО" ("Pel Valor Personal"), dins d'un escut el·líptic negre. A la part inferior hi ha una cinta vermella en relleu amb la inscripció "CCCP" (URSS).
Penja d'un galó pentagonal de color vermell de 24mm d'ample. A les puntes hi ha 3 franges blanques d'1mm cadascuna d'ample.